# Kék hadsereg (Lengyelország)
A Kék hadsereg (lengyelül: Błękitna Armia) vagy egyes forrásokban csak Haller hadserege egy Franciaországban, az első világháború idején alakult több ezer főt számláló lengyel harci egység volt.

## Története
A Kék hadsereget 1917-ben szervezték meg az Antant oldalán harcoló Franciaországban. Nevét többek közt onnan kapta, hogy a hadsereg egységeit a franciák szerelték fel francia mintájú fegyverekkel és egyenruhával, melynek színe kék volt. 1918-ban hadsereg parancsnoka az Osztrák–Magyar Monarchia oldalán harcoló Lengyel Légió 2. dandárjának parancsnoka Józef Haller tábornok lett.
Az egység megalakulása után a franciák mellett harcolt vitézül a németek ellen a nyugati front lövészárkaiban. A Kék hadsereg egységei kitüntették magukat Champagne-ban, a németek ellen folyó harcokban az 1918 nyarán.  

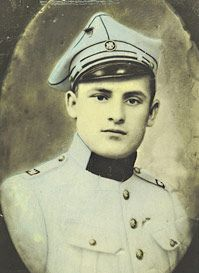
Egy a Kék hadsereg katonáiból

 A harcok befejeződése után az egység katonáit vonattal szállították Franciaországból Németországon át az immáron teljesen függetlenné vált Lengyelországba. A Kék hadsereg fontos részévé vált a szerveződő Lengyel hadseregnek. A Kék hadsereg bázisán öt lengyel bombázó-repülő század is szolgált. 
A keleti határon a lengyelek és a szovjetek között folyamatosan összecsapásokra került sor, ami végül 1920-ra nyílt háborúba csapott át. A kezdeti lengyel sikerek után az oroszok folyamatosan nyomultak előre és veszélyesen fenyegették a lengyel fővárost, Varsót. A szovjetek meg is támadták a várost. A varsói csatának oroszlánrésze jutott a Kék hadsereg bátor katonáinak, akiknek fontos része volt abban, hogy végül a lengyeleknek sikerült legyőzniük az ellenséges szovjet csapatokat. A háború is lengyel győzelemmel zárult, amelynek eredményeképpen az ország több területet is szerzett, amit az 1921-es rigai béke garantált.